# Мясоедово (Гагаринский район)
Мясоедово — деревня в Гагаринском районе Смоленской области России. Входит в состав Ашковского сельского поселения. 
Расположена в северо-восточной части области в 10 км к северо-востоку от Гагарина, в 16 км севернее автодороги М1 «Беларусь», на берегу реки Дубня. В 13 км юго-восточнее деревни расположена железнодорожная станция Колесники на линии Москва — Минск. 

## История
В годы Великой Отечественной войны деревня была оккупирована гитлеровскими войсками в октябре 1941 года, освобождена в марте 1943 года.